# فارس من دون حصان (فلم)
فارسٌ من دونِ حصان (بالإنجليزية: Rider without a Horse) هو فيلم ناميبي قصير صدر عام 2008 من إخراج تيم هويبشل.

## القصّة
تحتفلُ ناميبيا بالذكرى الثامنة عشرة لاستقلالها، لكنّ حدثًا مفاجئًا يحصلُ حينما تدبُّ الحياة في نصب رايدر التاريخي في ناميبيا الذي يبلغُ عمره 100 عام، فيُقرّر فارسٌ ما مواجهة الأمر وما يمثله.

## الإنتاج
بعد الإصدار الأولي للفيلم في نيسان/أبريل 2009، قام المخرج تيم هويشل بتصوير بعض اللقطات الوثائقية الأخرى أثناء إزالة التمثال التاريخي في آب/أغسطس 2009 والتي أُضيفت لاحقًا في المشاهد النهائيّة للفيلم. جديرٌ بالذكر هنا أنّ سيناريو الفيلم كان قد كُتب عام 2008 وسط الجدل السياسي حول ما يجب فعله مع التمثال التاريخي الذي يتوسّط ناميبيا والذي أقامهُ المستعمر الألماني. حصل فيلمُ فارسٌ من دون حصان على منحة إنتاج من منظمة برلين ويندهوك للفنون.

## طاقم التمثيل
- فريدريش فيلهلم بروزينسكي في دور رايتر
- هوارث كاتامبو في دور هيريرو فيلد مارشال